# Theope aureonitens
Theope aureonitens is een vlindersoort uit de familie van de prachtvlinders (Riodinidae), onderfamilie Riodininae.
Theope aureonitens werd in 1868 beschreven door H. Bates.